# Renzendorf
Renzendorf ist ein Ortsteil und Sitz der Gemeindeverwaltung der Gemeinde Schwalmtal im mittelhessischen Vogelsbergkreis.

## Ortsgeschichte

### Mittelalter
Der Ort wird 1336 erstmals erwähnt. Erhalten ist diese Erwähnung in einem Kopiar aus dem 16. Jahrhundert. Dabei geht es um eine Abgabe in „Rentzendorff“. In dem Eintrag wird auch eine Mühle erwähnt: „super moelndino in Rentzendorff“. (unter der Mühle in Renzendorf). 1375 lautet in einem Kopiareintrag von 1448 der Ortsname „Renczendorff“. Dabei geht es um Besitzungen der Riedesel, ebenso wie 1467 „Rentzedorff“. Auch hier handelt es sich um einen Kopiareintrag, jetzt aus dem 16. Jahrhundert. Die Brüder Hermann und Georg von Riedesel verkauften dem Alsfelder Bürger Gramhans u. a. ein Gut zu Renzendorf, das Mole (Müller) Wigand von Renzendorf innehatte sowie die Molenwiese halb. Gramhan stiftete die Güter vor seinem Tod dem Augustinerkloster in Alsfeld.
1707 wird erstmals die Siedlungsform Dorf für „Renzendorff“ genannt: „des Dorffs Renzendorff“. Der Ortsname wird in der Namensforschung als „Siedlung des Renzo“ gedeutet. Dabei kann der Rufname, welcher den Ortsnamen bestimmt, nicht eindeutig geklärt werden. Entweder dürfte dies „Randizo“ oder „Reginzo“ sein.
Renzendorf ist seit Jahrhunderten durch gemeinsame Nutzung von Kirche und Schule eng mit dem Nachbarort Brauerschwend verbunden.

### Neuzeit
Zu Beginn des 18. Jahrhunderts war der Ort dem Gericht Schwarz (heute Stadtteil von Grebenau) zugeordnet.
Die Statistisch-topographisch-historische Beschreibung des Großherzogthums Hessen berichtet 1830 über Renzendorf:

„Renzendorf (L. Bez. Alsfeld) evangel. Filialdorf; liegt an der Schwalm, 1 1⁄4 St. von Alsfeld, hat 17 Häuser und 112 Einwohner, die außer 1 Katholiken evangelisch sind, so wie 2 Mahlmühlen. Unter den Einwohnern sind 6 Bauern, 6 Bauern und Handwerker und 2 Taglöhner.“

### Gebietsreform
Im Zuge der Gebietsreform in Hessen bildet Renzendorf zusammen mit weiteren acht zuvor selbständigen Ortschaften seit dem 31. Dezember 1971 die Gemeinde Schwalmtal.

### Territorialgeschichte und Verwaltung
Die folgende Liste zeigt im Überblick die Territorien, in denen Renzendorf lag, bzw. die Verwaltungseinheiten, denen es unterstand:
- vor 1567: Heiliges Römisches Reich, Landgrafschaft Hessen
- ab 1567: Heiliges Römisches Reich, Landgrafschaft Hessen-Marburg[12]
- 1604–1648: Heiliges Römisches Reich, strittig zwischen Landgrafschaft Hessen-Darmstadt und Landgrafschaft Hessen-Kassel (Hessenkrieg)
- ab 1604: Heiliges Römisches Reich, Landgrafschaft Hessen-Darmstadt, Oberamt Alsfeld, Gericht Schwarz[13]
- 1787: Heiliges Römisches Reich, Landgrafschaft Hessen-Darmstadt, Oberfürstentum Hessen, Oberamt Alsfeld, Amt Alsfeld[14]
- ab 1806: Rheinbund, Großherzogtum Hessen, Oberfürstentum Hessen, Oberamt Alsfeld, Amt Alsfeld[15][16]
- ab 1812: Großherzogtum Hessen, Regierungsbezirk Gießen, Amt Alsfeld[17]
- ab 1815: Deutscher Bund, Großherzogtum Hessen, Provinz Oberhessen, Amt Alsfeld[18]
- ab 1821: Deutscher Bund, Großherzogtum Hessen, Provinz Oberhessen, Landratsbezirk Romrod (Trennung zwischen Justiz (Landgericht Alsfeld) und Verwaltung)[19]
- ab 1829: Deutscher Bund, Großherzogtum Hessen, Provinz Oberhessen, Landratsbezirk Alsfeld (Amtssitzverlegung)
- ab 1832: Deutscher Bund, Großherzogtum Hessen, Provinz Oberhessen, Kreis Alsfeld
- ab 1848: Deutscher Bund, Großherzogtum Hessen, Regierungsbezirk Alsfeld
- ab 1852: Deutscher Bund, Großherzogtum Hessen, Provinz Oberhessen, Kreis Alsfeld
- ab 1866: Norddeutscher Bund, Großherzogtum Hessen, Provinz Oberhessen, Kreis Alsfeld
- ab 1871: Deutsches Reich, Großherzogtum Hessen, Provinz Oberhessen, Kreis Alsfeld
- ab 1918: Deutsches Reich, Volksstaat Hessen, Provinz Oberhessen, Kreis Alsfeld
- ab 1945: Amerikanische Besatzungszone, Groß-Hessen, Regierungsbezirk Darmstadt, Kreis Alsfeld
- ab 1949: Bundesrepublik Deutschland, Land Hessen (seit 1946), Regierungsbezirk Darmstadt, Kreis Alsfeld
- am 31. Dezember 1971 wurde Renzendorf mit anderen Gemeinden zur neu gebildeten Gemeinde Schwalmtal zusammengeschlossen.
- ab 1972: Bundesrepublik Deutschland, Land Hessen, Regierungsbezirk Darmstadt, Vogelsbergkreis
- ab 1981: Bundesrepublik Deutschland, Land Hessen, Regierungsbezirk Gießen, Vogelsbergkreis

### Gerichtszugehörigkeit seit 1803
In der Landgrafschaft Hessen-Darmstadt wurde mit Ausführungsverordnung vom 9. Dezember 1803 das Gerichtswesen neu organisiert. Für die Provinz Oberhessen wurde das Hofgericht Gießen als Gericht der zweiten Instanz eingerichtet. Die Rechtsprechung der ersten Instanz wurde durch die Ämter bzw. Standesherren vorgenommen und somit war für Renzendorf das Amt Alsfeld zuständig. Das Hofgericht war für normale bürgerliche Streitsachen Gericht der zweiten Instanz, für standesherrliche Familienrechtssachen und Kriminalfälle die erste Instanz. Übergeordnet war das Oberappellationsgericht Darmstadt.
Mit der Gründung des Großherzogtums Hessen 1806 wurde diese Funktion beibehalten, während die Aufgaben der ersten Instanz 1821 im Rahmen der Trennung von Rechtsprechung und Verwaltung auf die neu geschaffenen Landgerichte übergingen. „Landgericht Alsfeld“ war daher von 1821 bis 1879 die Bezeichnung für das erstinstanzliche Gericht in Alsfeld, das heutige Amtsgericht, das für Renzendorf zuständig war.
Anlässlich der Einführung des Gerichtsverfassungsgesetzes mit Wirkung vom 1. Oktober 1879, infolge derer die bisherigen großherzoglich hessischen Landgerichte durch Amtsgerichte an gleicher Stelle ersetzt wurden, während die neu geschaffenen Landgerichte nun als Obergerichte fungierten, kam es zur Umbenennung in Amtsgericht Alsfeld und Zuteilung zum Bezirk des Landgerichts Gießen. In der Bundesrepublik Deutschland sind die übergeordneten Instanzen das Landgericht Gießen, das Oberlandesgericht Frankfurt am Main sowie der Bundesgerichtshof als letzte Instanz.

### Einwohnerentwicklung
| • 1791: | 95 Einwohner             |
| • 1800: | 96 Einwohner             |
| • 1806: | 80 Einwohner, 14 Häuser  |
| • 1829: | 112 Einwohner, 17 Häuser |
| • 1867: | 86 Einwohner, 12 Häuser  |

| Renzendorf: Einwohnerzahlen von 1791 bis 2015 | Renzendorf: Einwohnerzahlen von 1791 bis 2015 | Renzendorf: Einwohnerzahlen von 1791 bis 2015 | Renzendorf: Einwohnerzahlen von 1791 bis 2015 | Renzendorf: Einwohnerzahlen von 1791 bis 2015 |
| --- | --------------------------------------------- | --------------------------------------------- | --------------------------------------------- | --------------------------------------------- |
| Jahr |                                               |                                               |                                               | Einwohner                                     |
| 1791 | 1791                                          |                                               | 95                                            | 95                                            |
| 1800 | 1800                                          |                                               | 96                                            | 96                                            |
| 1806 | 1806                                          |                                               | 80                                            | 80                                            |
| 1829 | 1829                                          |                                               | 112                                           | 112                                           |
| 1834 | 1834                                          |                                               | 97                                            | 97                                            |
| 1840 | 1840                                          |                                               | 107                                           | 107                                           |
| 1846 | 1846                                          |                                               | 99                                            | 99                                            |
| 1852 | 1852                                          |                                               | 92                                            | 92                                            |
| 1858 | 1858                                          |                                               | 82                                            | 82                                            |
| 1864 | 1864                                          |                                               | 79                                            | 79                                            |
| 1871 | 1871                                          |                                               | 87                                            | 87                                            |
| 1875 | 1875                                          |                                               | 102                                           | 102                                           |
| 1885 | 1885                                          |                                               | 88                                            | 88                                            |
| 1895 | 1895                                          |                                               | 69                                            | 69                                            |
| 1905 | 1905                                          |                                               | 79                                            | 79                                            |
| 1910 | 1910                                          |                                               | 108                                           | 108                                           |
| 1925 | 1925                                          |                                               | 108                                           | 108                                           |
| 1939 | 1939                                          |                                               | 112                                           | 112                                           |
| 1946 | 1946                                          |                                               | 217                                           | 217                                           |
| 1950 | 1950                                          |                                               | 189                                           | 189                                           |
| 1956 | 1956                                          |                                               | 179                                           | 179                                           |
| 1961 | 1961                                          |                                               | 178                                           | 178                                           |
| 1967 | 1967                                          |                                               | 175                                           | 175                                           |
| 1970 | 1970                                          |                                               | 170                                           | 170                                           |
| 1980 | 1980                                          |                                               | ?                                             | ?                                             |
| 1990 | 1990                                          |                                               | ?                                             | ?                                             |
| 2000 | 2000                                          |                                               | ?                                             | ?                                             |
| 2005 | 2005                                          |                                               | 206                                           | 206                                           |
| 2010 | 2010                                          |                                               | 200                                           | 200                                           |
| 2011 | 2011                                          |                                               | 195                                           | 195                                           |
| 2015 | 2015                                          |                                               | 183                                           | 183                                           |
| Datenquelle: Historisches Gemeindeverzeichnis für Hessen: Die Bevölkerung der Gemeinden 1834 bis 1967. Wiesbaden: Hessisches Statistisches Landesamt, 1968. Weitere Quellen: ; Gemeinde Schwalmtal (aus Webarchiv):; Zensus 2011 |                                               |                                               |                                               |                                               |

### Religionszugehörigkeit
| • 1829: | 111 evangelische, ein römisch-katholischer Einwohner               |
| • 1961: | 143 evangelische (= 80,34 %), 33 katholische (= 18,54 %) Einwohner |

## Politik
Ortsvorsteher ist Andreas Loll.

## Verkehr
Der Ortsteil besaß einen Haltepunkt am Streckenkilometer 66,9 der Bahnstrecke Gießen–Fulda. Renzendorf erhielt den Haltepunkt, nachdem der Nachbarort Brauerschwend es abgelehnt hatte, Gelände für einen Bahnhof zur Verfügung zu stellen, als im Jahre 1870 mit dem Bau der Bahnstrecke begonnen wurde.
Der Haltepunkt Renzendorf wurde zusammen mit dem Bahnhof Wallenrod im Rahmen des neuen Fahrplankonzeptes der Vogelsbergbahn zum Fahrplanwechsel 2011/2012 am 10. Dezember 2011 aufgelassen. Während Wallenrod noch als Betriebsbahnhof dient, wurde der Renzendorfer Haltepunkt komplett stillgelegt. Jedoch erinnern noch heute (2014) das Stationsschild und der ehemalige Bahnsteig an den einstigen Haltepunkt.